# 滝沢レイナ
滝沢 レイナ（たきざわ れいな、1984年3月27日 - ）は、日本の元ストリッパー、元AV女優。

## 略歴
- 2003年6月11日に大阪東洋ショーにてストリップデビュー。
- 同年AVデビューも果たす。
- 現在は引退している。

一部のAV作品においては滝沢怜奈として出演している。

## 作品

### アダルトビデオ
- 素人ギャルズ [LEVEL A] Ver.15（2003年11月28日、ジャパンホームビデオ）
- ドリームクリニック vol.01（2003年12月1日、MOODYZ）
- 女子大生物語 美術サークル編（2004年5月15日、ホットエンターテイメント）
- COVER GIRL 2（2004年6月20日、イマージュ）
- 痴女ナース（2004年8月20日、ネクストイレブン）
- 淫謀痴女大統領　痴女集団による女性上位の男根統治（2004年11月1日、MOODYZ）
- 病みつきオナニー 2（2004年12月17日、U&K）
- バストバスター 2（2004年12月17日、U&K）
- 暴行現場ファイル #3（2005年2月17日、アルファーインターナショナル）

### オリジナルビデオ
- 湯けむりの中で　義妹の白い肌（2005年5月15日、ビーエムドットスリー）